# Rheingold (Band)
Rheingold war eine Musikgruppe aus dem Umfeld der Neuen Deutschen Welle (NDW). Die Mitglieder waren Bodo Staiger (Gesang, Gitarre), Lothar Manteuffel (Text) und Brigitte Kunz (Keyboard).

## Bandgeschichte
Zwischen 1980 und 1984 veröffentlichten Rheingold drei LPs mit deutschsprachigem Elektropop. Zu den größten Erfolgen zählten die Titel Dreiklangs-Dimensionen, Fluß und FanFanFanatisch (die Musik zum Film Der Fan mit Désirée Nosbusch und Bodo Staiger in den Hauptrollen). In den deutschen Singlecharts erreichten Rheingold Platz 17 mit Dreiklangs-Dimensionen, Platz 24 mit FanFanFanatisch und Platz 44 mit Das steht dir gut. Dreiklangs-Dimensionen war die erste der NDW zugeordnete Single, die im Oktober 1981 in den bundesdeutschen Top-20-Charts auftauchte.
Lothar Manteuffel gründete 1992 zusammen mit dem ehemaligen Kraftwerk-Musiker Karl Bartos das Duo Elektric Music. 2009 war er als Keyboarder auf Tour mit Peter Heppner.
1984, bei einem der letzten TV-Auftritte der Band im Bayerischen Rundfunk, wirkte Rolf Meurer als Keyboarder mit. Heute ist er Sound-&-Stage-Designer bei Kraftwerk.
Bodo Staiger (1949–2019) gründete 1988 das Rheinklang-Studio in Düsseldorf, in dem er als Produzent und Toningenieur tätig war. Als Inhaberin des Musiklabels 3Klangrecords arbeitete Brigitte Staiger (früher Brigitte Kunz) eng mit ihrem Mann zusammen. Bodo Staiger wirkte 1997 bei der Produktion eines Soloalbums des ehemaligen Kraftwerk-Musikers Wolfgang Flür mit, das unter dem Projektnamen Yamo veröffentlicht wurde.
Im Jahr 2007 erschien in der Urbesetzung das Album Electric City (Düsseldorfer Schule) mit Coverversionen von Düsseldorfer Elektropop-Bands der 1970er, 1980er und 1990er Jahre, unter anderem Fehlfarben, Kraftwerk, La Düsseldorf und Propaganda.
Bodo Staiger verstarb 2019.

## Diskografie

### Alben
| Jahr | Titel     | Höchstplatzierung, Gesamtwochen, AuszeichnungChartsChartplatzierungen (Jahr, Titel, Platzierungen, Wochen, Auszeichnungen, Anmerkungen) | Anmerkungen                          |
| Jahr | Titel     | DE | Anmerkungen                          |
| ---- | --------- | --- | ------------------------------------ |
| 1980 | Rheingold | DE18 (38 Wo.)DE | 1991 (CD), 2005 (CD mit Bonustracks) |
| 1982 | R.        | DE13 (13 Wo.)DE | 1993 (CD), 2005 (CD mit Bonustracks) |

Weitere Alben
- 1984: Dis-Tanz (LP)
- 2007: Electric City (Düsseldorfer Schule) (MP3-Download, CD 2008)
- 2010: Best of Rheingold (MP3-Download)
- 2017: Im Lauf der Zeit (CD)

### Singles
| Jahr | Titel Album                      | Höchstplatzierung, Gesamtwochen/‑monate, AuszeichnungChartplatzierungen (Jahr, Titel, Album, Platzierungen, Wochen/Monate, Auszeichnungen, Anmerkungen) | Höchstplatzierung, Gesamtwochen/‑monate, AuszeichnungChartplatzierungen (Jahr, Titel, Album, Platzierungen, Wochen/Monate, Auszeichnungen, Anmerkungen) | Höchstplatzierung, Gesamtwochen/‑monate, AuszeichnungChartplatzierungen (Jahr, Titel, Album, Platzierungen, Wochen/Monate, Auszeichnungen, Anmerkungen) | Anmerkungen                                                                             |
| Jahr | Titel Album                      | DE | AT | CH | Anmerkungen                                                                             |
| ---- | -------------------------------- | --- | --- | --- | --------------------------------------------------------------------------------------- |
| 1981 | Dreiklangs-Dimensionen Rheingold | DE17 (38 Wo.)DE | AT19 (½ Mt.)AT | — |                                                                                         |
| 1981 | FanFanFanatisch R.               | DE24 (22 Wo.)DE | — | CH9 (4 Wo.)CH |                                                                                         |
| 1982 | Das steht dir gut R.             | DE44 (9 Wo.)DE | — | — |                                                                                         |
| 1985 | Nackt im Wind –                  | DE3 (10 Wo.)DE | AT18 (2½ Mt.)AT | CH21 (3 Wo.)CH | Erstveröffentlichung: 21. Januar 1985 Verkäufe: + 150.000; als Teil von Band für Afrika |

Weitere Singles
- 1980: Rheingold/Staigerwalzer (7″)
- 1980: Fluß (7″)
- 1980: Graffitis (7″)
- 1981: Sonido Tridimensional/Rio (12″, span. Versionen von Dreiklangs-Dimensionen/Fluß)
- 1981: Triad Dimensions/River (12″, engl. Versionen von Dreiklangs-Dimensionen/Fluß)
- 1982: FanFanFanatic/River/Triad Dimensions (7″ und 12″, engl. Versionen von FanFanFanatisch/Fluß/Dreiklangs-Dimensionen)
- 1982: Looks Good On You/A Moment’s Glance (7″ und 12″, engl. Versionen von Das steht dir gut/Augenblick)
- 1983: Te Sienta Bien (7″ und 12″, span. Version von Das steht dir gut)
- 1983: Via Satellit (7″ und 12″)
- 1984: Computerbeat (7″ und 12″)
- 1990: Dreiklangs-Dimensionen Remix 1990 (12″ und CD5, zwei Remixe)
- 2001: Dreiklangs-Dimensionen 2001 (12″ und CD5, mehrere DJ-Remixe)
- 2010: Dreiklangs-Dimensionen New Mixes (MP3-Download, vier neue Remixe)